# Hipposcarus longiceps
Hipposcarus longiceps es una especie de peces de la familia Scaridae en el orden de los Perciformes.

## Morfología
• Los machos pueden llegar alcanzar los 60 cm de longitud total.

## Distribución geográfica
Se encuentra desde el este del Índico hasta las Islas de la Línea, las Tuamotu, las Islas Ryukyu, la Gran Barrera de Coral y Nueva Caledonia.